# Viliam Chovanec
Viliam Chovanec (Slovačka, 4. travnja 1973.) je naturalizirani bivši hrvatski reprezentativac u hokeju na ledu.
Nastupio je za Hrvatsku na svjetskom prvenstvu divizije II 2007. Igrao je za KHL Medveščak.